# 4382 Stravinsky
A 4382 Stravinsky (ideiglenes jelöléssel 1989 WQ3) a Naprendszer kisbolygóövében található aszteroida. Freimut Börngen fedezte fel 1989. november 29-én.